# Xã Grand River, Quận Sedgwick, Kansas
Xã Grand River (tiếng Anh: Grand River Township) là một xã thuộc quận Sedgwick, tiểu bang Kansas, Hoa Kỳ. Năm 2010, dân số của xã này là 603 người.